# Brochiraja albilabiata
Brochiraja albilabiata és una espècie de peix de la família dels raids i de l'ordre dels raïformes.

## Morfologia
- Els mascles poden assolir 64,6 cm de longitud total.[4]

## Hàbitat
És un peix marí i d'aigües profundes que viu entre 900-1.000 m de fondària.

## Distribució geogràfica
Es troba a l'oceà Pacífic sud-occidental: Nova Zelanda.

## Observacions
És inofensiu per als humans.